# Wereldkampioenschappen atletiek 2019/400 m mannen

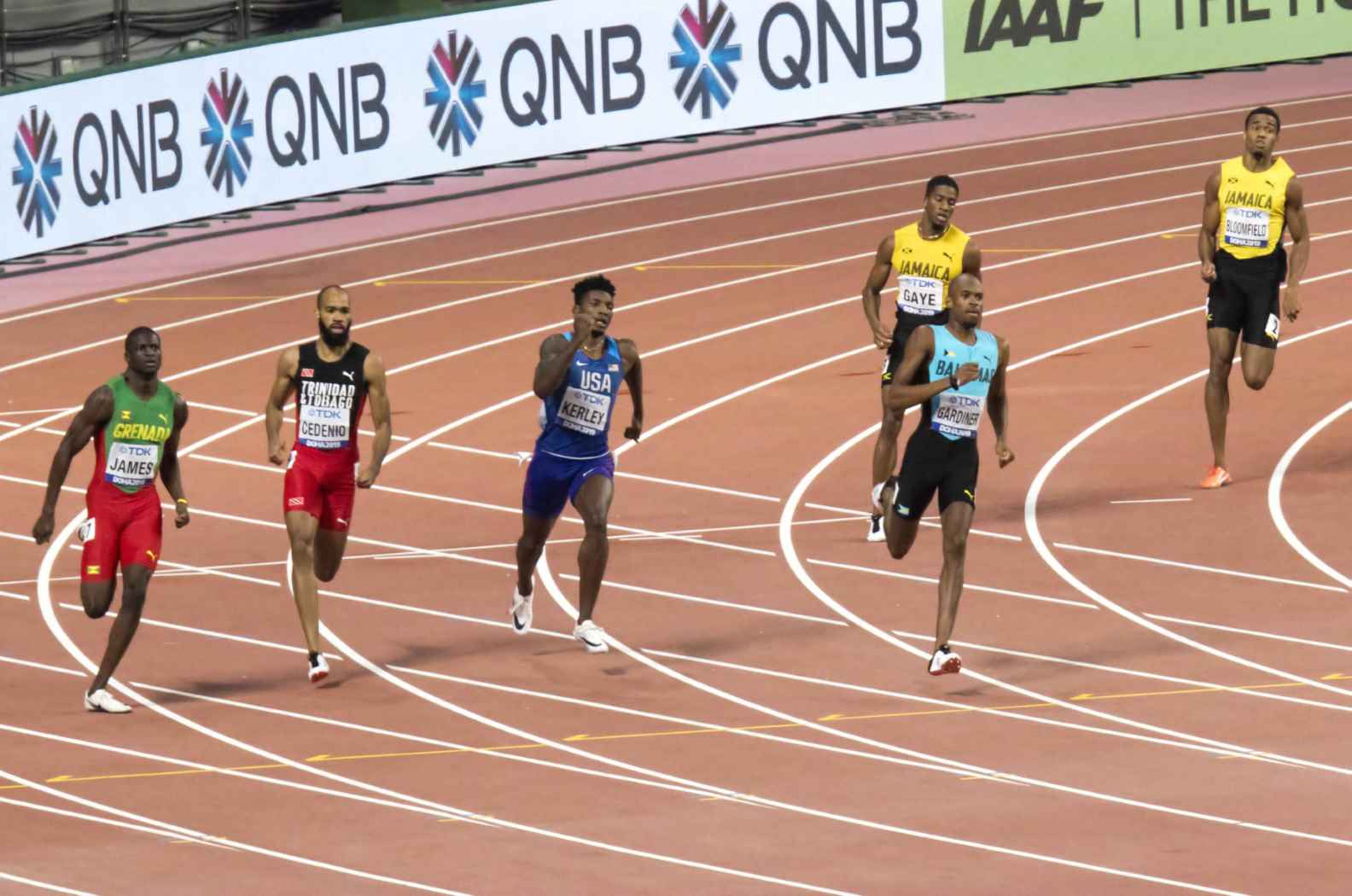
Finale 400 m voor mannen op de WK in 2019. Steven Gardiner gaat reeds aan de leiding.

De 400 meter voor mannen op de wereldkampioenschappen atletiek 2019 werd gehouden op 1 (heats), 2 (halve finales) en 4 (finale) oktober. De uittredend kampioen was Wayde van Niekerk. Zijn opvolger was de man die in 2017 tweede werd in de finale, Steven Gardiner.

## Records
Tijdens dit wereldkampioenschap zijn de volgende nationale records gevestigd.
| Naam                    | Land       | Tijd  |
| ----------------------- | ---------- | ----- |
| Jessy Franco            | Gibraltar  | 47,41 |
| Moussa Franck Raberison | Madagaskar | 46,80 |
| Steven Gardiner         | Bahama's   | 43,48 |
| Anthony José Zambrano   | Colombia   | 44,15 |

## Uitslagen

### Legenda
- Q: Gekwalificeerd voor volgende ronde op basis van finishresultaat.
- q: Gekwalificeerd voor volgende ronde op basis van eindtijd.
- NR: Nationaal Record
- SR: Beste seizoenstijd voor atleet
- PR: Persoonlijk record
- CR: Kampioenschapsrecord
- WR: Wereldrecord

### Heats[1]

#### Kwalificatie
- Vanuit elke heat gaan de drie snelste atleten automatisch door naar de halve finales.
- Verder gaan de 6 tijdsnelsten door naar de volgende ronde.

#### Heat 1
| Rang | Naam                   | Land | Tijd  | Opmerking |
| ---- | ---------------------- | ---- | ----- | --------- |
| 1    | Machel Cedenio         | TTO  | 45,26 | Q         |
| 2    | Akeem Bloomfield       | JAM  | 45,34 | Q         |
| 3    | Thapelo Phora          | RSA  | 45,45 | Q         |
| 4    | Alphas Leken Kishoyian | KEN  | 45,65 | q         |
| 5    | Lucas Carvalho         | BRA  | 46,01 |           |
| 6    | Abdalelah Haroun       | QAT  | 47,76 | SR        |
| 7    | Matthew Hudson-Smith   | GBR  | DNF   | DNF       |

#### Heat 2
| Rang | Naam                | Land | Tijd  | Opmerking |
| ---- | ------------------- | ---- | ----- | --------- |
| 1    | Kirani James        | GRN  | 44,94 | Q         |
| 2    | Julian Jrummi Walsh | JPN  | 45,14 | Q,PR      |
| 3    | Vernon Norwood      | USA  | 45,59 | Q         |
| 4    | Steven Solomon      | AUS  | 45,82 | q         |
| 5    | Derrick Mokaleng    | RSA  | 45,87 |           |
| 6    | Luka Janežič        | SLO  | 46,84 |           |
| 7    | Tikie Terry Mael    | VAN  | 48,52 | PR        |

#### Heat 3
| Rang | Naam                   | Land | Tijd  | Opmerking |
| ---- | ---------------------- | ---- | ----- | --------- |
| 1    | Emmanuel Korir         | KEN  | 45,08 | Q         |
| 2    | Jonathan Sacoor        | BEL  | 45,32 | Q         |
| 3    | Rabah Yousif           | GBR  | 45,40 | Q         |
| 4    | Jhon Alejandro Perlaza | COL  | 45,62 | q         |
| 5    | Nathan Strother        | USA  | 45,71 | q         |
| 6    | Taha Hussein Yaseen    | IRQ  | 46,58 |           |
| 7    | Jessy Franco           | GIB  | 47,41 | NR        |

#### Heat 4
| Rang | Naam                   | Land | Tijd  | Opmerking |
| ---- | ---------------------- | ---- | ----- | --------- |
| 1    | Davide Re              | ITA  | 45,08 | Q         |
| 2    | Fred Kerley            | USA  | 45,19 | Q         |
| 3    | Abbas Abubakar Abbas   | BRN  | 45,47 | Q         |
| 4    | Mazen Moutan Al Yassin | KSA  | 45,70 | q         |
| 5    | Mikhail Litvin         | KAZ  | 46,28 |           |
| 6    | Bachir Mahamat         | CHA  | 47,65 |           |
| 7    | Jovan Stojoski         | MKD  | 47,92 |           |

#### Heat 5
| Rang | Naam                      | Land | Tijd  | Opmerking |
| ---- | ------------------------- | ---- | ----- | --------- |
| 1    | Michael Norman            | USA  | 45,00 | Q         |
| 2    | Demish Gaye               | JAM  | 45,02 | Q         |
| 3    | Leungo Scotch             | BOT  | 45,10 | Q,PR      |
| 4    | Yousef Karam              | KUW  | 45,74 | q         |
| 5    | Alonzo Russell            | BAH  | 45,91 |           |
| 6    | Todisoa Franck Rabearison | MAD  | 46,80 | NR        |
| 7    | Moussa Zaroumeye          | NIG  | 48,13 |           |

#### Heat 6
| Rang | Naam                  | Land | Tijd  | Opmerking |
| ---- | --------------------- | ---- | ----- | --------- |
| 1    | Steven Gardiner       | BAH  | 45,68 | Q         |
| 2    | Philip Osei           | CAN  | 45,87 | Q         |
| 3    | Anthony José Zambrano | COL  | 45,93 | Q         |
| 4    | Ditiro Nzamani        | BOT  | 46,19 |           |
| 5    | Rusheen McDonald      | JAM  | 46,21 |           |
| 6    | Brandon Parris        | VIN  | 47,39 |           |
| 7    | Mohammad Jahir Rayhan | BAN  | 48,48 |           |

### Halve finales[2]

#### Kwalificatie
- De twee snelsten per halve finale gaan door naar de finale
- De twee tijdsnelsten die nog niet zijn gekwalificeerd gaan ook naar de finale

#### Halve finale 1
| Rang | Naam                   | Land | Tijd  | Opmerking |
| ---- | ---------------------- | ---- | ----- | --------- |
| 1    | Fred Kerley            | USA  | 44,25 | Q         |
| 2    | Emmanuel Korir         | KEN  | 44,37 | Q,SR      |
| 3    | Davide Re              | ITA  | 44,85 |           |
| 4    | Jonathan Sacoor        | BEL  | 45,03 | PR        |
| 5    | Thapelo Phora          | RSA  | 45,24 |           |
| 6    | Abbas Abubakar Abbas   | BRN  | 45,26 |           |
| 7    | Nathan Strother        | USA  | 45,34 |           |
| 8    | Mazen Moutan Al Yassin | KSA  | 46,11 |           |

#### Halve finale 2
| Rang | Naam                   | Land | Tijd  | Opmerking |
| ---- | ---------------------- | ---- | ----- | --------- |
| 1    | Machel Cedenio         | TTO  | 44,41 | Q,SR      |
| 2    | Anthony José Zambrano  | COL  | 44,55 | Q,NR      |
| 3    | Akeem Bloomfield       | JAM  | 44,77 | q         |
| 4    | Julian Jrummi Walsh    | JPN  | 45,13 | SR        |
| 5    | Rabah Yousif           | GBR  | 45,15 | SR        |
| 6    | Alphas Leken Kishoyian | KEN  | 45,55 |           |
| 7    | Michael Norman         | USA  | 45,94 |           |
| 8    | Yousef Karam           | KUW  | DNF   | DNF       |

#### Halve finale 3
| Rang | Naam                   | Land | Tijd  | Opmerking |
| ---- | ---------------------- | ---- | ----- | --------- |
| 1    | Steven Gardiner        | BAH  | 45,13 | Q,SR      |
| 2    | Kirani James           | GRN  | 44,23 | Q,SR      |
| 3    | Demish Gaye            | JAM  | 44,66 | q,SR      |
| 4    | Vernon Norwood         | USA  | 45,00 |           |
| 5    | Leungo Scotch          | BOT  | 45,00 | PR        |
| 6    | Jhon Alejandro Perlaza | COL  | 45,17 |           |
| 7    | Philip Osei            | CAN  | 45,44 |           |
| 8    | Steven Solomon         | AUS  | 45,54 | SR        |

### Finale[3]
| Rang   | Naam                  | Land | Tijd  | Opmerking |
| ------ | --------------------- | ---- | ----- | --------- |
| Goud   | Steven Gardiner       | BAH  | 43,48 | NR        |
| Zilver | Anthony José Zambrano | COL  | 44,15 | AR        |
| Brons  | Fred Kerley           | USA  | 44,17 |           |
| 4      | Demish Gaye           | JAM  | 44,46 | PR        |
| 5      | Kirani James          | GRN  | 44,54 |           |
| 6      | Emmanuel Korir        | KEN  | 44,94 |           |
| 7      | Machel Cedenio        | TTO  | 45,30 |           |
| 8      | Akeem Bloomfield      | JAM  | 45,36 |           |